# Тейер, Мария
Мари́я Те́йер (англ. Maria Thayer; 30 октября 1975, Боринг, Орегон, США) — американская актриса.

## Биография
Мария Тейер родилась 30 октября 1975 года в Боринге (штат Орегон, США) в семье владеющей пчелиной фермой, несмотря на то, что у всей её семьи была аллергия на пчел. Училась в Джульярдской школе в Нью-Йорке.

## Карьера
Мария снимается в кино с 1999 года и в настоящее время она сыграла в 30 фильмах и телесериалах.

## Избранная фильмография
| Год       |    | Русское название           | Оригинальное название         | Роль         |
| --------- | -- | -------------------------- | ----------------------------- | ------------ |
| 1999—2000 | с  |                            | Strangers with Candy          | Тэмми        |
| 2001—2001 | с  |                            | Big Apple                     | Розмари      |
| 2005      | ф  | Freeвольная жизнь          | Strangers with Candy          | Тэмми        |
| 2005      | ф  | Правила съёма: Метод Хитча | Hitch                         | Лиза         |
| 2005      | тф |                            | Romancing the Bride           | Кимми        |
| 2006      | ф  | Нас приняли!               | Accepted                      | Рори Сэйр    |
| 2008      | ф  | В пролёте                  | Forgetting Sarah Marshall     | Виома Ходж   |
| 2009      | ф  | Большая игра               | State of Play                 | Соня Бэйкер  |
| 2009      | с  | Доктор Хаус                | House                         | Энни         |
| 2011      | ф  |                            | Let Go                        | Бэт          |
| 2011      | ф  | Годичный отпуск Энни Клаус | Annie Claus Is Coming to Town | Энни Клаус   |
| 2011—2014 | с  | Орлиное сердце             | Eagleheart                    | Сьюзи Вагнер |
| 2016—2016 | с  | Проект Минди               | The Mindy Project             | Кортни       |
| 2016      | с  |                            | Those Who Can't               | Эбби Логан   |
| 2017      | ф  |                            | Table 19                      | Кейт         |

## Личная жизнь
Мария не замужем, детей не имеет. Была помолвлена с актёром Дэвидом Харбором.